# Евгеновка (Одесская область)
Евгеновка — село  в  Украине, входит в состав Евгеновского сельского совета Тарутинского района Одесской области.

## Месторасположение
Село Евгеновка расположено в 27 км от районного центра Тарутино и в 20 км от железнодорожной станции Березино. Дворов — 252, жителей — 754 человек. Сельскому совету подчинены села Владимировка (бывшее село Арса Немецкая) и Ровное (бывшее село Арса Болгарская).

## История
Село Евгеновка (до 1930 г. Арса) было основано в 1809—1812 гг. в долине реки Арса — левого притока реки Сака, на месте бывшего турецкого селения Арса беглыми крепостными, раскольниками-старообрядцами, а также переселенцами из Болгарии и Германии. Село входило в состав Иозефсдорфской волости Бендерского уезда Бессарабской губернии. Современное село Евгеновка располагается на территории ранее существовавших двух отдельных сел — Арса (бывшее владение княгини Гагариной-Стурдза Анны Григорьевны) и Персиановка (Долинское) (бывшее владение чиновника, действительного статского советника и бессарабского землевладельца Персиани Ивана Эммануиловича).
В декабре 1917 года крестьяне-бедняки Арсы и двух соседних сел, собравшись на сход, избрали сельский комитет. Они самовольно захватили и разделили между собой земли княгини Гагариной (свыше 17 тыс. десятин).
В 1930 году село Арса было переименовано румынскими властями и получило название Евгеница. В 1945 году село было переименовано в Евгеновку, а село Персиановка было упразднено, как административно-территориальная единица, и вошло в состав села Евгеновка.